# Oeuvre van Erkki-Sven Tüür
Dit is een incompleet overzicht van het oeuvre van Erkki-Sven Tüür. Uit de lijst blijkt dat Tüür een aantal werken heeft teruggetrokken; het lot van zijn eerste symfonie was lange tijd; hij maakte een nieuwe versie in 2018. De lijst is niet volledig, maar bevat het meest van zijn werken; meer is niet elektronisch terug te vinden (2019).
Oeuvreoverzicht:
- 1981: To Kristiina
- 1984: Sonate voor 2 pianos
- 1984: Architectonics I
- 1984: Symfonie nr. 1
- 1985: Pianosonate
- 1985: Prints
- 1985: Strijkkwartet
- 1985: Oratorium: Ante Finem Saeculi
- 1986: Architectonics II
- 1986: Inner monologue
- 1987: Symfonie nr. 2
- 1988: Inner monologue
- 1989: Insula deserta
- 1989: Messe: Lumen et Cantus
- 1989: Spectrum I voor orgel
- 1990: In the memory of clear water
- 1990: Searching for roots (hommage aan Sibelius)
- 1990: Architectonics III (Postmetaminimalistischer Traum)
- 1990: Architectonics IV Per Cadenze ad Metasimplicity)
- 1990: Dedication
- 1991: Dick and Toff in Wonderland
- 1991: Architectonics V
- 1991: The tropic of Capricorn
- 1992: Architectonics VI voor fluit, klarinet, vibrafoon en strijkorkest (bewerkt 2004)
- 1992: Zeitraum
- 1992: Inquiétude du fini
- 1992: Architectonics VII
- 1992: Spiel
- 1992: Hiiumaa (voor kinderen)
- 1993: Show: Action-Passion-Illusion (ook in drie losse werken uit te voeren)
- 1994: Conversio
- 1994: Drama
- 1994: Spectrum II
- 1994: Requiem
- 1994-95: Lamentatio
- 1995: Crystallisation
- 1996: Celloconcert
- 1996: Symbiosis
- 1996: Excitatio ad contemplandum
- 1996: Transmission voor zes pianos
- 1997: Lighthouse
- 1997: Symfonie nr. 3
- 1998: Vioolconcert
- 1998: Motus I
- 1998: Motus II
- 1999: Exodus
- 1999: Spectrum III voor orgel
- 1999-2000: Wallenberg (opera)
- 2000: Aditus
- 2001: Ardor
- 2001: The Wanderer's Evening Song
- 2002: Symfonie nr. 4 (Magma)
- 2002: Aquarelle
- 2002-03: Fata Morgana
- 2003: Meditatio (text by Anselm of Canterbury), mixed chorus, 4 saxophones
- 2003: Aqua
- 2003: Oxymoron (music for Tirol)
- 2003: Short meeting of dark and light
- 2003: What I saw from the top of the mountain
- 2004: Symfonie nr. 5 voor bigband, elektrische gitaar en symfonieorkest
- 2005: The Path and the Traces
- 2005: Noēsis (concert voor viool, klarinet en orkest)
- 2005: Salve Regina
- 2006: Pianoconcert
- 2006: Igavik (Eeuwigheid)
- 2007: Symfonie nr. 6 Strata
- 2007: Whistles and whispers from Uluru
- 2007: Prophecy (voor accordeon en orkest)
- 2007: Confession
- 2007: Questions
- 2008: Illuminato, altvioolconcert
- 2008: Triglosson Trishagion
- 2009: Symfonie nr. 7 Pietas
- 2010: Symfonie nr. 8
- 2011: Ärkamine
- 2012: Klarinetconcert Peregrinus Ecstaticus
- 2013: De Profundis voor onder meer TROS, AVRO en NTR
- 2013: Missa Brevis
- 2015: The incantation of tempest
- 2015: Sow the wind...
- 2017: Symfonie nr. 9 Mythos
- 2022: Symfonie nr. 10 Æris